# Dar Chaabane
Dar Chaabane (arabisch دار شعبان, DMG Dār Šaʿbān) ist eine Stadt in Tunesien. Administrativ dem Gouvernement Nabeul zugeordnet, bildet sie eine Gemeinde mit 42.140 Einwohnern im Jahr 2014. Dar Chaabane befindet sich an der Küste von Kap Bon.

## Geschichte
Dar Chaabane wurde im 7. Jahrhundert von Chaabane Mechmech gegründet, einem Kriegsherrn der muslimisch-arabischen Armee, welche die Region Kap Bon eroberte. Er baute eine Zitadelle in der Stadt, um die herum die Mitglieder seiner Familie wohnten, daher der Name Dar Chaabane oder „das Haus von Chaabane“. 
Die Geschichte von Dar Chaabane ist mit der Ankunft der andalusischen Mauren verbunden, die durch die Reconquista im 15. Jahrhundert aus Spanien vertrieben wurden und sich hier ansiedelten. Die heutige Gemeinde ist das Ergebnis eines Zusammenschlusses im Jahr 1957 zwischen der Stadt El Fehri, die an der Küste liegt, und der Stadt Dar Chaabane, die im Hinterland liegt.

## Wirtschaft
Die Stadt ist berühmt für ihre Steinmetzarbeiten und Skulpturen. Es ist auch das Zentrum einer Region, in der Gemüseanbau betrieben wird. Es ist auch die Quelle einer Art von Chili-Pfeffer namens felfel chaabani.
Zu Beginn des 20. Jahrhunderts und bis in die 1930er Jahre war Dar Chaabane einer der Hauptlieferanten von frischem Obst und Gemüse für den zentralen Markt von Tunis, wobei die Bauern ihre Ernte auf Eseln, Kamelen oder Pferdekutschen in die Stadt brachten.